# Saint-Romans
Saint-Romans település Franciaországban, Isère megyében. Lakosainak száma 1849 fő (2022. január 1.). Saint-Romans Beauvoir-en-Royans, Chatte, Presles, Saint-André-en-Royans, Saint-Just-de-Claix, Saint-Sauveur és La Sône községekkel határos.

## Népesség
A település népessége az elmúlt években az alábbi módon változott:
| Lakosok száma | 1001 | 1306 | 1367 | 1652 | 1751 | 1786 | 1778 | 1785 | 1791 | 1849 |
|               | 1968 | 1982 | 1990 | 2006 | 2013 | 2015 | 2017 | 2019 | 2020 | 2022 |